# Брянський ліс
52°20′ пн. ш. 33°49′ сх. д. / 52.33° пн. ш. 33.82° сх. д.
Брянський ліс (рос. Брянский лес) — заповідник у Брянській області, Росія. Розташований вздовж річки Неруса (притоки Десни) біля кордону Росії з Україною.
Ліс є природним заповідником та складовою «заповідника ЮНЕСКО-МАБ Неруса-Десна», важливого для охорони «різноманіття та цілісності широколистяного лісу Європейської частини Росії»
Це один з останніх лісів, що залишився на півдні європейського широколистяного лісу, що має велику кількість видів дикої природи в лісах і болотах. 
Заповідник створений у 1987 році й займає площу 12 186 га, площа охоронної зони 9 654 га.

## Географія
Заповідник «Брянський ліс» є складовою Нерусо-Деснянського лісу, біосферного заповідника ЮНЕСКО-MAB.
Заповідник розташований у басейні середньої течії Десни, лівої притоки Дніпра.
Рельєф рівнинний: мінімальна висота над рівнем моря — 134,5 м (уріз води р. Неруса; максимальна — 189,4 м). На суходолах переважають піщані та суглинкові дерново-підзолисті ґрунти, на заплавах — алювіальні лучні та низинні болотні ґрунти.
Брянські ліси з часом зменшилися в розмірах, та колись були непрохідними.
Клімат — субконтинентальний. Середньорічна температура за період 1991—2005 рр. склала +6,4 °C, що на 1 °C вище середньорічної багаторічної температури району (+5,4 °C). Середня температура найхолоднішого місяця за цей же період склала — 5,4 ° C, що на 3 ° C вище багаторічних значень (—8,4 ° C.). Середня температура літа склала +17,9 °C, що на 0,3 °C нижче багаторічних значень попереднього періоду. Середня сума опадів — 550 мм, що на 105 мм нижче норми (середніх багаторічних значень попереднього періоду).
На українському боці кордону розташований Деснянсько-Старогутський національний природний парк, який має ліси та схожі ландшафти, подібні до Брянського лісу.

## Рослинний світ
Брянський ліс розташований в екорегіоні Центральноєвропейські мішані ліси, помірному листяному лісі, що охоплює більшу частину північно-східної Європи, від Німеччини до Росії.
У ботаніко-географічному плані заповідник розташований на стику двох підпровінцій (Поліської та Середньоруської) Східноєвропейської провінції широколистяних лісів неподалік від південної межі підтайгової області. Особливість рослинного покриву цих місць — широке поширення соснових і сосново-дубових лісів на бідних піщаних ґрунтах, у складі яких помітну роль має ялина. Зональні широколистяні та ялиново-широколистяні ліси зустрічаються рідко.
На території заповідника зростає 868 видів вищих рослин, у тому числі 23 види орхідей, а 5 видів занесені до Червоної книги Росії.

## Тваринний світ
Фауна заповідника складає 265 видів хребетних тварин, у тому числі 31 вид риб, 12 видів земноводних, 6 видів плазунів, 158 видів птахів і 58 видів ссавців
Серед фауни варто відзначити такі види: глушець, лелека чорний, сич волохатий, заєць білий, рись, ведмідь бурий, кабан, зубр.

## Галерея

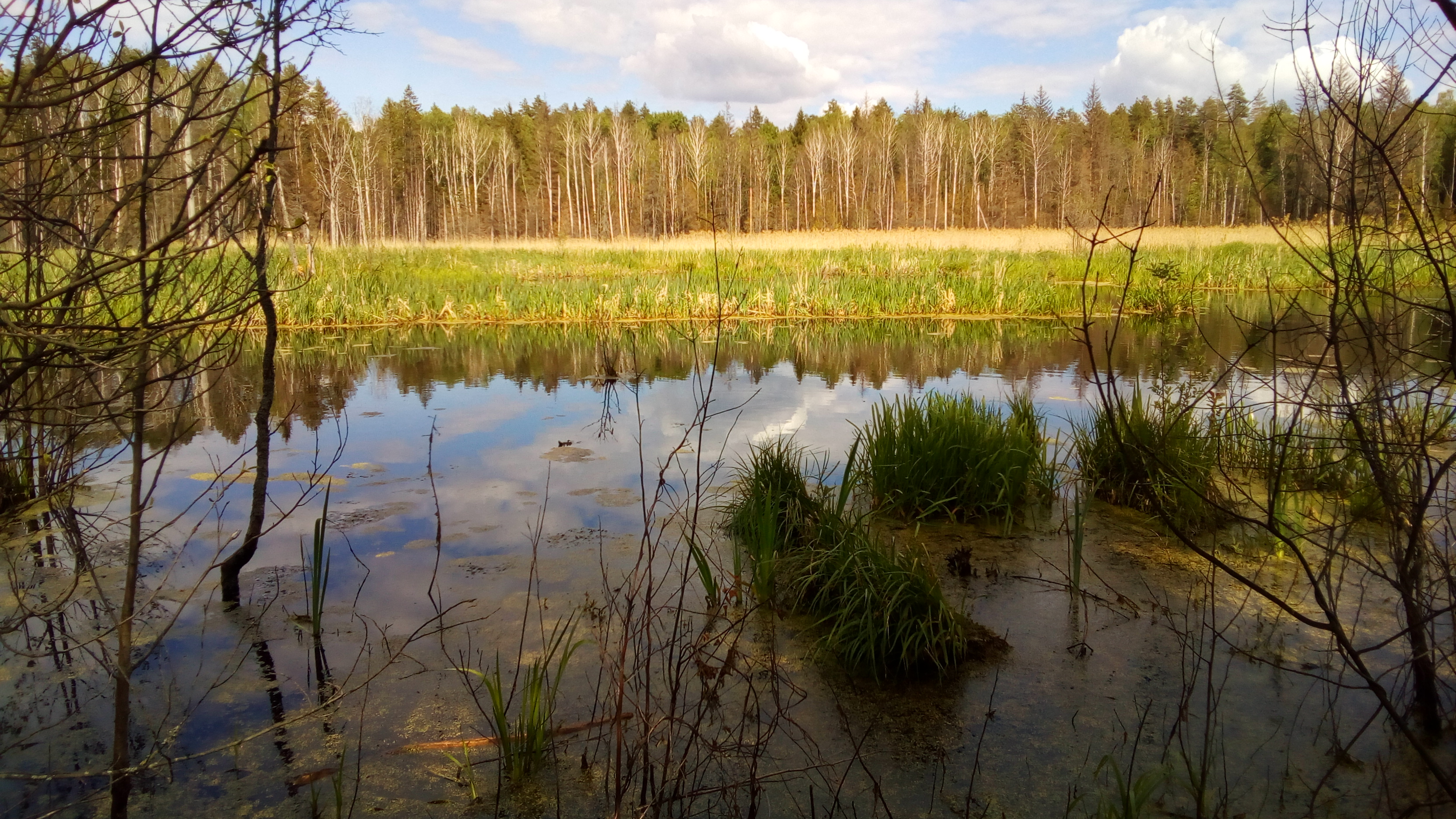
Річка Теребушка
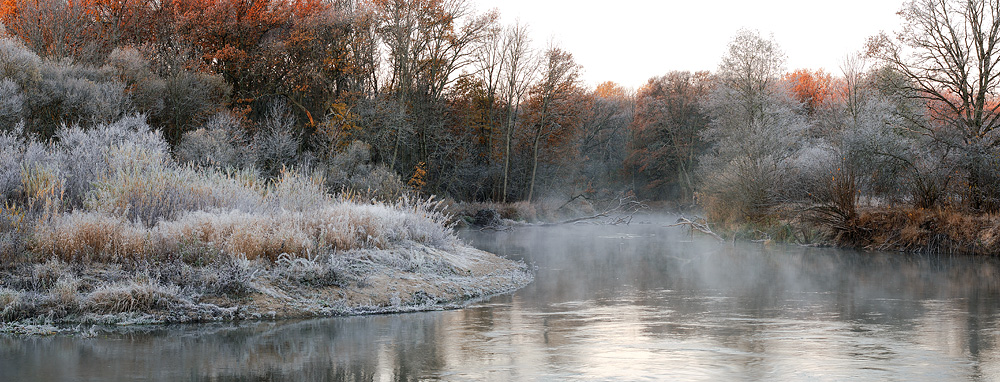
Брянський ліс. Річка Неруса
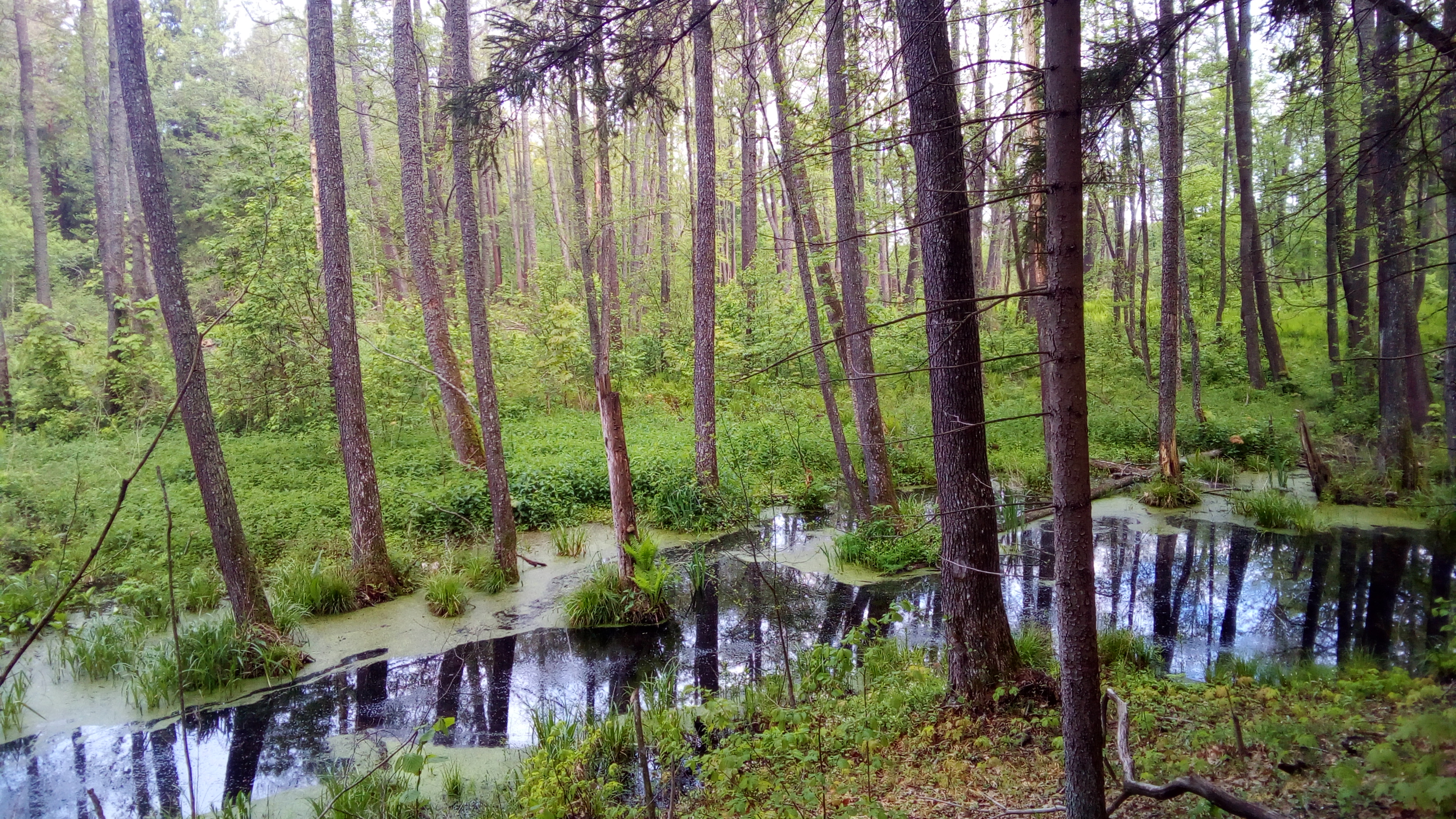
Лісове болото
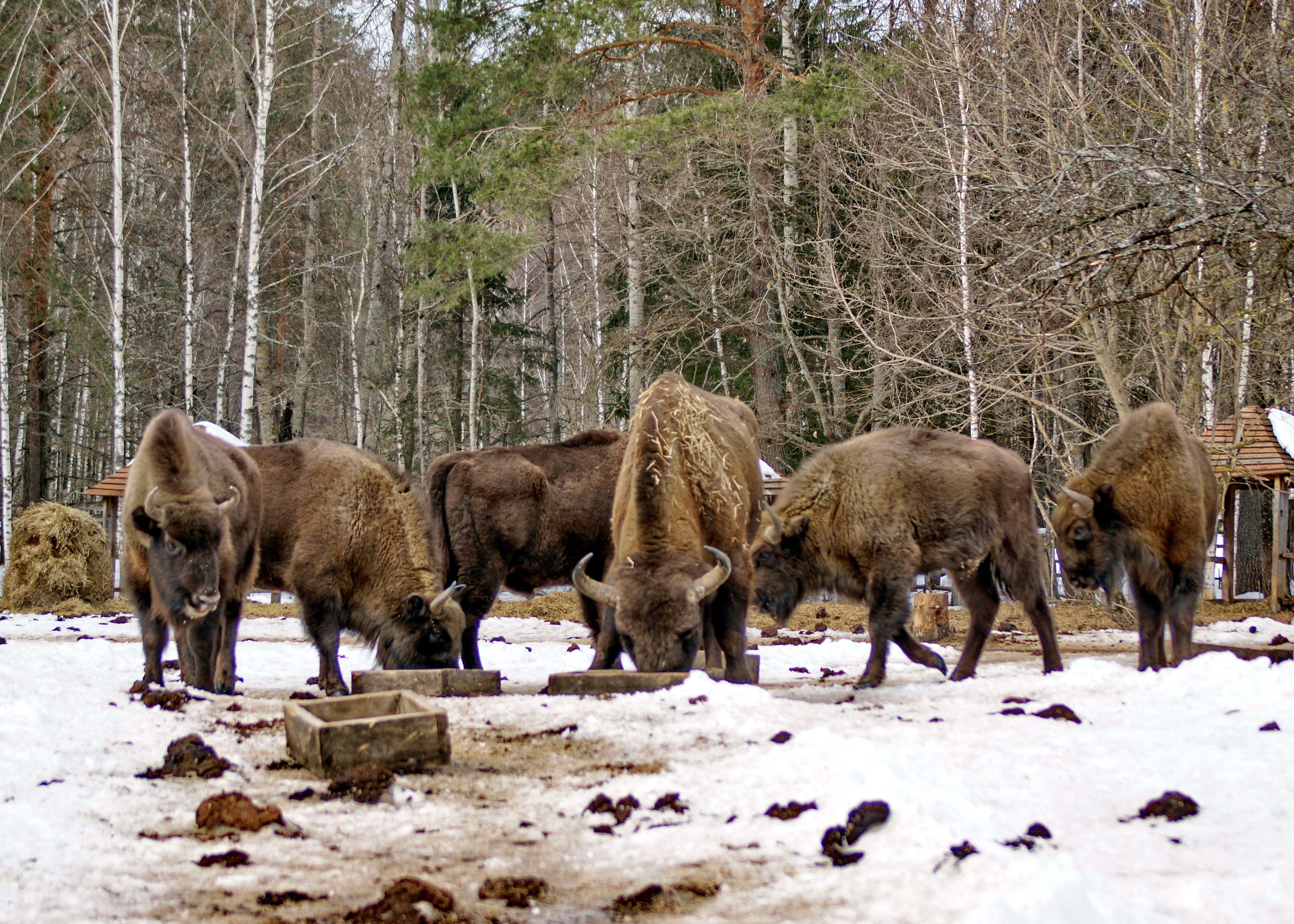
Зубри